# Flammulaster
Flammulaster Earle (płomienniczek) – rodzaj grzybów z rzędu pieczarkowców (Agaricales).

## Charakterystyka
Saprotroficzne grzyby kapeluszowe rosnące na drewnie, liściach lub próchnicznej glebie. Owocniki małe, białe do ciemnobrązowych. Kapelusze o powierzchni ziarnistej, kłaczkowatej lub łuskowatej. Trzony przeważnie kłaczkowato-włókniste. Wysyp zarodników bladoochrowy, rdzawy do ciemnobrązowego. Zarodniki bardzo bladobrązowe lub brązowe, gładkie, cienkościenne do grubościennych, bez lub z porą kiełkową, bardzo rzadko z dekstrynoidalną ścianą wewnętrzną. Występują cheilocystydy, brak pleurocystyd i chryzocystyd. Skórka kapelusza sucha, złożona z kulistych lub silnie rozszerzonych elementów w łańcuchach, lub złożona z cylindrycznych strzępek z podobnymi do cystyd elementami końcowymi, z silnie inkrustującym, brązowym pigmentem. Osłona całkowita w stadium dorosłym zrośnięta z powierzchnią kapelusza, zbudowana z kulistych lub rozszerzonych elementów.

## Systematyka i nazewnictwo
Pozycja w klasyfikacji według Index Fungorum: Tubariaceae, Agaricales, Agaricomycetidae, Agaricomycetes, Agaricomycotina, Basidiomycota, Fungi.
Takson utworzył Franklin Sumner Earle w 1909 r. Polską nazwę nadał Władysław Wojewoda w 2003 r.
Gatunki występujące w Polsce:
- Flammulaster carpophilus (Fr.) Earle ex Vellinga – płomienniczek owocolubny
- Flammulaster erinaceellus (Peck) Watling 1967 – płomienniczek rdzawobrązowy
- Flammulaster granulosus (J.E. Lange) Watling 1967 – płomienniczek ziarnisty
- Flammulaster limulatus (Fr.) Watling 1967 – płomienniczek trocinowy
- Flammulaster muricatus (Fr.) Watling 1967 – płomienniczek żółtobrązowy
- Flammulaster siparius (Fr.) Watling 1967 – płomienniczek kasztanowobrązowy

Nazwy naukowe na podstawie Index Fungorum. Nazwy polskie według Władysława Wojewody.